# Dundas Island
Dundas Island ist eine Insel in der kanadischen Provinz British Columbia und gehört zum North Coast Regional District. Sie liegt auf der Westseite des Chatham Sound nordwestlich von Prince Rupert. Sie ist die größte Insel der Dundas Islands. Zur Inselgruppe gehören weiterhin noch die Inseln Baron, Dunira und Melville Island sowie weitere Inselchen zwischen Brown und Caamaño Passage.

## Geschichte
Am Far West Point, dort wo sich heute das Reservat der Tsimshian befindet, das Far West Point Indian Reserve, fand man 2006 Spuren menschlicher Tätigkeit aus dem 8. und 9. vorchristlichen Jahrtausend. Bis 2011 reichten diese Spuren nur bis etwa 3000 v. Chr. zurück.
Traditionell befuhren sowohl Haida als auch Tsimshian und Tlingit die Region um die Insel. Sie sammelten dort Seegras und fingen Heilbutt.
Die Insel wurde 1792 durch Captain George Vancouver nach Henry Dundas (1742–1811) benannt, dem Marineschatzmeister von 1783 bis 1801. Er wurde auch Baron Dunira genannt, weshalb die Insel gelegentlich auch Dunira Island genannt wird. Vancouver war der Annahme, die Inselgruppe sei eine einzige Insel, die er demzufolge Dundas's Island nannte. Ein geographisches Wörterbuch von 1843 vermerkte die Insel bereits unter dem Namen Dundas Island, nennt aber nichts als die ungefähren Koordinaten.
1810 fuhr eine russische Flotte unter Kapitän Iwan Alexandrowitsch Kuskow in Begleitung des amerikanischen Schiffes O'Cain unter dem Kommando von J. Winship an der Küste südwärts, wo sie bei Dundas Island von Tsimshian oder Tlingit, die beide schlechte Erfahrungen mit den Russen gemacht hatten, angegriffen wurden. Der amerikanische Kapitän Samuel Hill, der mit seiner Brigg Otter bei Dundas lag, drohte den Russen, sich mit den Indianern zu verbünden, würden sie es zu einem offenen Kampf mit den Tsimshian kommen lassen. Die Russen segelten mit 1400 Fischotterfellen wieder nach Norden.

## Belege
1. ↑  The Atlas of Canada. Sea Islands. Natural Resources Canada, archiviert vom Original (nicht mehr online verfügbar) am 22. Januar 2013; abgerufen am 28. September 2015.
2. ↑  Natalie Brewster, Andrew Martindale: An Archaeological History of Holocene Fish Use in the Dundas Island Group, British Columbia, in: Madonna L. Moss, Aubrey Cannon (Hrsg.): The Archaeology of North Pacific Fisheries, University of Alaska Press, Fairbanks 2011, S. 247–264, hier: S. 247.
3. ↑  Andrew Scott: The Encyclopedia of Raincoast Place Names: A Complete Reference to Coastal British Columbia. Harbour Publishing, Madeira Park, BC 2009, ISBN 978-1-55017-484-7, S. 171–172.
4. ↑  Bishop Davenport: A History and New Gazetteer, or Geographical Dictionary, of North America and the West Indies. New York: S.W. Benedict 1843, S. 286.
5. ↑  Andreĭ Val'terovich Grinev: The Tlingit Indians in Russian America, 1741-1867, University of Nebraska 2005, S. 149f. (russ. Auflage 1991).